# 島津久暢
島津 久暢（しまづ ひさのぶ）は、薩摩国薩摩藩家老日置島津家第10代。

## 家系
日置島津家は、島津宗家15代当主島津貴久の三男島津歳久に始まり、2代島津常久以降に薩摩国日置（現・鹿児島県日置市日吉町日置）を領した。藩内の家格は一門に次ぐ大身分で、元服時に藩主が烏帽子親になる特権を持つ。家紋は日置十文字。明治33年（1900年）に島津久明が男爵に叙され華族となった。

## 略歴
元文2年（1737年）6月20日、薩摩藩日置島津家嫡男久甫の次男として生まれる。
延享2年（1745年）10月1日、鹿児島城に登城して元服。世子島津宗信が烏帽子親となり、理髪役は国老樺山久初が務め、島津又六郎久定と名乗った。
寛延2年（1749年）父久甫の死去により家督を相続。宝暦11年（1761年）家老就任。藩主重豪に仕え、主席家老を務めた。明暦2年（1765年）家老を退任。
安永3年（1774年）1月11日、隠居して家督を久陳（久尹）に譲る。
寛政10年（1798年）5月24日、死去。